# Estero Canela
Estero Canela är ett vattendrag i Chile.   Det ligger i regionen Región de Coquimbo, i den centrala delen av landet, 220 km norr om huvudstaden Santiago de Chile.
Omgivningarna runt Estero Canela är i huvudsak ett öppet busklandskap. Runt Estero Canela är det mycket glesbefolkat, med 4 invånare per kvadratkilometer.